# Tabua
Tabua var en regerande drottning över den nordarabiska stammen Qedar under 670-talet f.Kr. 
Hon var den femte av fem regerande arabdrottning som finns uppräknade i assyriska dokument: Zabibe, Samsi, Yatie, Te'el-hunu och Tabua.  Hon fungerade också som sitt folks prästinna. 
År 690 f.Kr. besegrades hennes föregångare Te'el-hunu i ett slag av Assyrien under Sennacherib, som plundrade huvudstaden Adummatu och förde henne som fånge till Assyriens huvudstad Nineve tillsammans med ett stort krigsbyte, inkluderande juveler, kryddor, kameler och kultstatyer av Alilat, Nuhay och Orotalt.
Omkring år 675 slöt Assyriens nya kung Esarhaddon fred med Qedar och sände tillbaka gudastatyerna tillsammans med Te'el-hunu tronföljare prinsessan Tabua, som av assyrierna installerades som en marionettdrottning i Qedar. Tabua avsattes dock efter bara några få år.  